# Вінниці
Вінниці (рос. Винницы) — село у Подпорозькому районі Ленінградської області Російської Федерації.
Населення становить 2200 осіб. Належить до муніципального утворення Вінницьке сільське поселення.

## Історія
Згідно із законом від 1 вересня 2004 року № 51-оз належить до муніципального утворення Вінницьке сільське поселення.

## Населення
| 1939 | 1959  | 2007  | 2010  |
| ---- | ----- | ----- | ----- |
| 258  | ↗1628 | ↗2272 | ↘2200 |